# Аортальна недостатність
Недостатність аортального клапана або аортальна недостатність — неповне змикання аортального клапана під час діастоли, що приводить до виникнення зворотного діастолічного току крові з аорти у лівий шлуночок.

## Етіологія
Найчастішими причинами органічної аортальної недостатності є хронічна ревматична хвороба серця (70 %) і інфекційний ендокардит. Рідше — атеросклероз, сифіліс, системний червоний вовчак (ендокардит Лібмана — Сакса) і ревматоїдний артрит.

## Патофізіологія
При ревматичному ендокардиті відбувається потовщення, деформація і зморщування напівмісячних стулок аортального клапана. У результаті цього, утворюється їх анатомічний дефект, а щільне змикання стулок під час діастоли стає неможливим. Інфекційний ендокардит частіше вражає раніше змінені клапани (ревматичне ушкодження, атеросклероз, вроджені аномалії), спричинюючи деформацію, ерозії або перфорацію стулок.
Можливе також виникнення відносної аортальної недостатності у результаті розширення аорти і фіброзного клапанного кільця при артеріальній гіпертензії, синдромі Марфана, атеросклерозі та аневризмі аорти будь-якого генеза. Ізольована вроджена аортальна недостатність буває зрідка і частіше поєднується з іншими вродженими вадами.
Наявність аортальної недостатності обумовлює повернення значної частини крові викинутої в аорту, під час діастоли назад, у лівий шлуночок. Об'єм крові, що повертається до лівого шлуночка, може перевищувати половину всього серцевого викиду. Таким чином, при аортальній недостатності, лівий шлуночок наповняється як із лівого передсердя, так і шляхом аортальної регургітації, що приводить до збільшення його кінцевого діастолічного об'єму і діастолічного тиску в порожнині.
Як наслідок, лівий шлуночок збільшується і значно гіпертрофується (кінцевий діастолічний об'єм лівого шлуночка при нормі 60-130 мл, може досягати 400 мл і більше.

## Наслідки
Основними гемодинамічними наслідками аортальної недостатності є:
- Компенсаторна ексцентрична гіпертрофія лівого шлуночка (гіпертрофія + дилатація), що виникає на самому початку формування вади.
- Ознаки лівошлуночкової систолічної недостатності, застою крові в малому колі кровообігу і легеневої гіпертензії при декомпенсації.
- Порушення перфузії периферичних органів і тканин, недостатність коронарного току крові і «фіксований» серцевий викид.

## Види
Розрізняють чисту і поєднану з аортальним стенозом аортальну недостатність: комбіновану аортальну ваду з перевагою недостатності, комбіновану аортальну ваду з перевагою стенозу, комбіновану аортальну ваду без явного переваги.

## Клінічні ознаки
Основними клінічними ознаками аортальної недостатності є:
- Специфічній ревматичний анамнез, наявність хронічної ревматичної хвороби серця і ХСН.
- Безпосередні ознаки ушкодження аортальних клапанів при їх візуалізації (доплер-ЕхоКГ).
- Прямі ознаки аортальної регургітації: стихаючий діастолічний (протодіастолічний) шум над аортою. Шум починається одразу після значно послабленого ІІ тону (фізикальне обстеження, доплер-ЕхоКГ та ін.).
- Специфічна, за рахунок збільшеного лівого шлуночка аортальна конфігурація серця, «силует качки» (РОГК).
- Виражена гіпертрофія і систолічне перевантаження ЛШ (ЕКГ, доплер-ЕхоКГ)
- Периферичні гемодинамічні наслідки аортальної регургітації: низький діастолічний тиск, помірна систолічна гіпертензія, погіршення перфузії головного мозку (запаморочення, дисциркуляторна енцефалопатія), серця (коронарна недостатність, метаболічні некрози міокарда).
- Симптом Мюссе — ритмічні похитування голови синхронно з ударами серця.